# Xylosma kaalaense
Xylosma kaalaense är en videväxtart som beskrevs av Herman Otto Sleumer. Xylosma kaalaense ingår i släktet Xylosma och familjen videväxter. Inga underarter finns listade i Catalogue of Life.